# Cobitis hellenica
Cobitis hellenica là một loài cá vây tia thuộc họ (Cobitidae). Nó là loài đặc hữu Hy Lạp.. 
Nó thuộc phân chi Bicanestrinia, cùng với C. arachthosensis, C. meridionalis và C. trichonica. 
Các môi trường sống tự nhiên của chúng là lưu vực Louros và sông Thiamis. Nó bị đe dọa do mất môi trường sống.

## Cước chú
1. ↑  Crivelli (2005b)
2. ↑  Crivelli (2005b), Perdices et al. (2008)